# Siedlec (gemeente)
De gemeente Siedlec is een landgemeente in het Poolse woiwodschap Groot-Polen, in powiat Wolsztyński.
De zetel van de gemeente is in Siedlec.
Op 30 juni 2004 telde de gemeente 11 909 inwoners.

## Oppervlakte gegevens
In 2002 bedroeg de totale oppervlakte van gemeente Siedlec 205,065 km², waarvan:
- agrarisch gebied: 63%
- bossen: 27%

De gemeente beslaat 30,15% van de totale oppervlakte van de powiat.

## Demografie
Stand op 30 juni 2004:
| Omschrijving                   | Totaal | Totaal | Vrouwen | Vrouwen | Mannen | Mannen |
| ------------------------------ | ------ | ------ | ------- | ------- | ------ | ------ |
| eenheid                        | aantal | %      | aantal  | %       | aantal | %      |
| inwoners                       | 11 909 | 100    | 6031    | 50,6    | 5878   | 49,4   |
| bevolkingsdichtheid (inw./km²) | 58,1   | 58,1   | 29,4    | 29,4    | 28,7   | 28,7   |

In 2002 bedroeg het gemiddelde inkomen per inwoner 1315,32 zł.

## Administratieve plaatsen (sołectwo)
Belęcin, Boruja, Chobienice, Godziszewo, Grójec Mały, Grójec Wielki, Jaromierz, Jażyniec, Karna, Kiełkowo, Kiełpiny, Kopanica, Mała Wieś, Mariankowo, Nieborza, Nowa Tuchorza, Reklin (z miejscowością Reklinek), Siedlec, Stara Tuchorza, Tuchorza, Wąchabno, Wielka Wieś, Wojciechowo, Zakrzewo, Żodyń.

## Aangrenzende gemeenten
Babimost, Kargowa, Nowy Tomyśl, Rakoniewice, Wolsztyn, Zbąszyń